# Bento Gonçalves

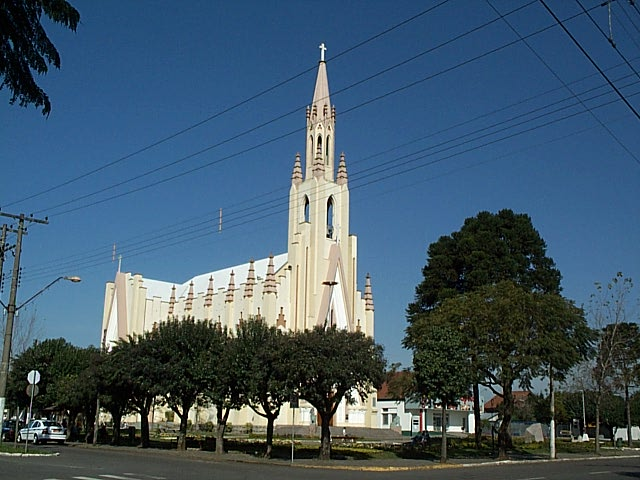
La Catedral de Bento Gonçalves

Bento Gonçalves és un municipi brasiler de l'estat de Rio Grande do Sul. Es troba enmig de la Serra Gaúcha, a 125 km de Porto Alegre, capital de l'estat. Es localitza a una latitud de 29° 10′ 17″ Sud i una longitud de 51° 31′ 09″ Oest, estant a una altura de 691 metres. La seva població en 2004 era de 100.467 habitants. Va ser fundada per immigrants italians en 1875, i va ser transformada en ciutat en 1890.
La ciutat és reconeguda com la "Capital Brasilera del Vi" i el segon major pol de fabricació de mobles del país. Està en primer lloc en l'Índex de Desenvolupament Humà (IDH) en Rio Grande do Sul, i en el 6n lloc en el Brasil, d'acord amb l'Organització de les Nacions Unides.